# Christian de Groote
Christian Antonio De Groote Córdova (Valdivia, 1931 - 23 de septiembre de 2013) fue un arquitecto chileno. Obtuvo el Premio Nacional de Arquitectura en 1993.

## Biografía
Estudió arquitectura en la Pontificia Universidad Católica de Chile, titulándose en 1957. Al año siguiente obtuvo la beca Fulbright, la cual le permitió realizar un postgrado en el Instituto de Tecnología de Illinois, en los Estados Unidos, donde se mantuvo hasta 1959.
Tras su regreso a Chile, colaboró en la oficina del arquitecto Emilio Duhart, donde intervino en los proyectos del edificio de la CEPAL y la fábrica de Carozzi en Nos. En 1967 creó su propio estudio de arquitectura, teniendo entre sus proyectos obras modernas como el edificio de El Mercurio S.A.P. en Vitacura (1967), la Acería Cronox de la Siderúrgica Huachipato (1969), el Hotel Ralún a orillas del estuario de Reloncaví, el edificio de Inacap en la avenida Apoquindo y la galería de arte AMS Malborough.
Su carrera también se caracterizó por el diseño de diversas casas unifamiliares, como las casas El Cóndor y Fajnzylber en Santiago, la casa Orrego en Zapallar y la casa Errázuriz en el lago Villarrica. También participó del proyecto «Ochoalcubo», con el diseño de la casa 2 para su primera etapa y como arquitecto local para la construcción de la casa White O en Marbella, proyecto del arquitecto Toyo Ito.
En 1993 obtuvo el Premio Nacional de Arquitectura. Falleció en 2013, producto de un cáncer de páncreas.